# Winkl (Bischofswiesen)
Winkl ist ein Gemeindeteil bzw. eine Gnotschaft der Gemeinde Bischofswiesen im oberbayerischen Landkreis Berchtesgadener Land.

## Geschichte
Vermutlich bereits ab Ende des 14. Jahrhunderts war Winkl der 5. Gnotschaftsbezirk der „Urgnotschaft“ Bischofswiesen im Berchtesgadener Land, das ab 1380 das Kernland der Reichsprälatur Berchtesgaden und der später eigenständigen, reichsunmittelbaren Fürstpropstei Berchtesgaden (1559–1803) bildete. Nach drei kurz hintereinander folgenden Herrschaftswechseln wurde 1810 das Berchtesgadener Land mit seinen Gnotschaften dem Königreich Bayern angegliedert und aus Bischofswiesen ab 1812 eine Gemeinde. Da Größe und Gliederung der Gemeinde Bischofswiesen in den 1970ern von der Gebietsreform in Bayern ausgenommen blieben, ist Winkl noch heute ein Ortsteil bzw. eine Gnotschaft der Gemeinde Bischofswiesen.
Als Folge des Zweiten Weltkrieges nahm die Gemeinde Bischofswiesen Flüchtlinge aus den Ostgebieten des ehemaligen Deutschen Reiches auf. Dadurch veränderte sich die Zusammensetzung der Bevölkerung Bischofswiesens deutlich. Insbesondere in Winkl wurden zahlreiche Heimatvertriebene, vor allem Deutschböhmen und Schlesier, in einem Barackenlager untergebracht, das 1944 aufgestellt und anfangs der Wehrmacht, nach 1945 zur Unterbringung von deutschen Kriegsgefangenen gedient hatte. 1947 lebten in diesen Baracken 1.186, 1952 sogar 1.229 Personen. Sie bildeten den Grundstein für eine neue Siedlung, die nach und nach auch mit einer Schule und 7 Lehrkräften für 233 Kinder, einem Kindergarten mit 2 Kindergärtnerinnen für 46 Kinder sowie einem „Haus der offenen Tür“ für die Jugend ausgestattet wurde. Am 3. Dezember 1955 verkündete Ministerpräsident Wilhelm Hoegner die Auflösung des Lagers Winkl im Rahmen des Lagerauflösungsprogramms, das bis 1958 den Bezug von 48 Wohnungseinheiten am Böcklweiher sowie vom Wohnbauwerk 22 gebauten Klein- und Familienwohnungen in Winkl selbst ermöglichte. Danach wurden das Lager Winkl aufgelöst und auch die restlichen vier Großbaracken abgerissen.

## Bauwerke

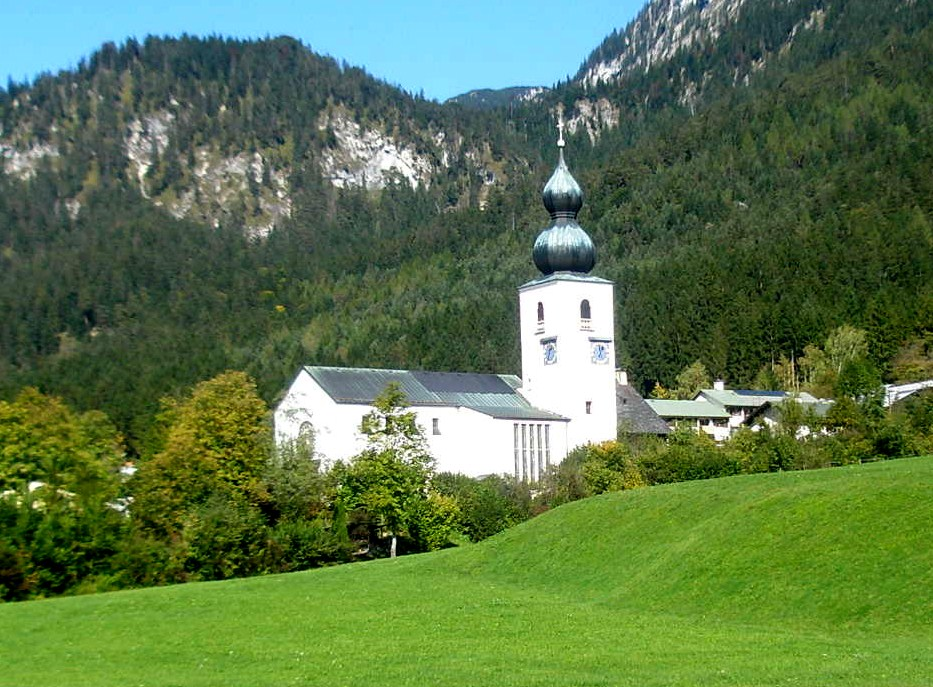
Römisch-katholische Pfarrkirche St. Johann Nepomuk (2012)

### Sakralgebäude
- St. Johann Nepomuk, die Pfarrkirche der römisch-katholischen Pfarrgemeinde St. Johann Nepomuk Winkl wurde 1963 eingeweiht.

## Kulturelle Traditionen
- Für das Buttnmandllaufen (bairisch: buttn = scheppern, rütteln), das im einstigen Berchtesgadener Land seit ca. 1730 als Einkehrbrauch während der Adventszeit sonst überwiegend am 5./6. Dezember (St. Nikolaus) gepflegt wird, nutzt Winkl davon abweichend stets den zweiten Adventssonntag.

## Verkehr
Die im Westen des Ortes in Nord-Süd-Richtung verlaufende Bundesstraße 20 stellt die wichtigste Anbindung an das überörtliche Straßennetz dar.
Winkl besaß früher einen Haltepunkt an der parallel zur Bundesstraße verlaufenden Bahnstrecke Bad Reichenhall–Berchtesgaden, dessen Reaktivierung ist geplant.